# 布罗尼斯瓦夫·盖雷梅克
布罗尼斯瓦夫·盖雷梅克（波蘭語：Bronisław Geremek，發音：[brɔˈɲiswav ɡɛˈrɛmɛk] ⓘ；1932年3月6日—2008年7月13日）波兰社会历史学家、政治家，1991年至2001年任波兰议会议员，1997年至2001年任外交部长，2004年至2008年为欧洲议会议员。主要研究欧洲中世纪历史，1989年曾参加波兰圆桌会议。